# SN 1912A
SN 1912A – supernowa odkryta 19 lutego 1912 roku w galaktyce NGC 2841. W momencie odkrycia miała maksymalną jasność 13,00m.